# Rue Charles Magnette
La rue  Charles Magnette est une artère de la ville de Liège qui relie la place de la Cathédrale à la place du Vingt-Août. La rue fait partie du quartier administratif du centre.

## Historique
Cette rue est une des plus récentes du quartier. Elle a été percée en 1937, supprimant la partie nord de la rue Sœurs-de-Hasque, la partie sud de la rue de la Sirène et faisant complètement disparaître la petite rue Pont-Mousset.

## Toponymie
La rue rend hommage à Charles Magnette, avocat et homme politique liégeois (1863-1937) décédé l'année de la création de cette voirie.

## Architecture et patrimoine
La plupart des immeubles de six à huit étages de cette rue ont été construits dans la seconde moitié du XXe siècle. Une exception au no 25 où subsiste une petite maison de commerce de deux étages datant du XVIIIe siècle qui appartenant jadis à la rue de la Sirène.
Dans une cour protégée par une grille derrière un immeuble daté de 1942 (nos 5/9), se trouve une maison de style Renaissance édifiée vers 1618 et faisant partie de l'ancien couvent des Sœurs du Val-Sainte-Anne, dites Sœurs-de-Hasque. Cette maison est reprise sur la liste du patrimoine immobilier classé de Liège depuis 1942.

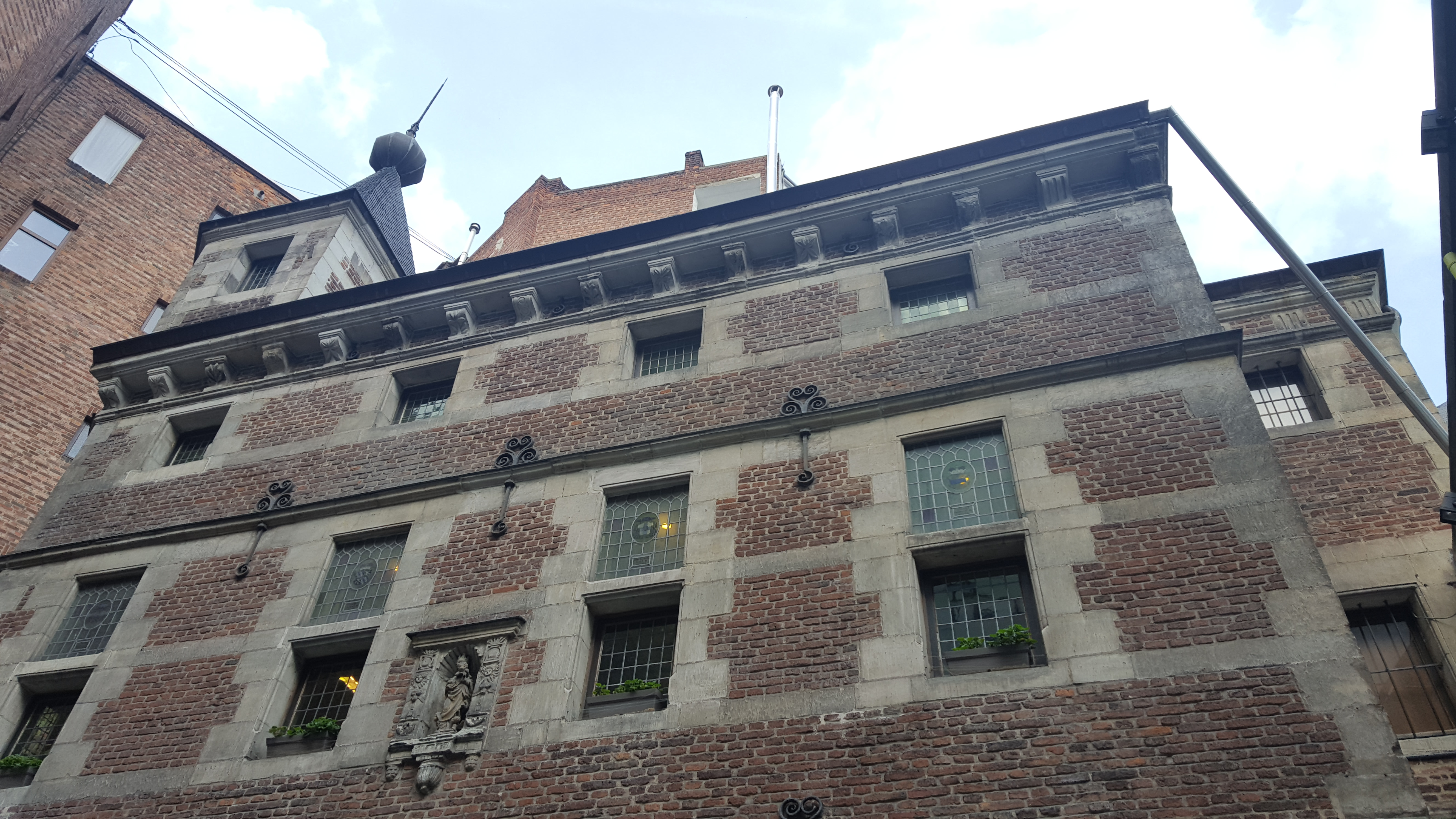
Rue Charles Magnette 5/9

## Rues adjacentes
- Place de la Cathédrale
- Rue Sœurs-de-Hasque
- Rue de la Sirène
- Rue de l'Université
- Place du Vingt-Août